# Laure de Univ
La Laure de la Sainte Dormition de Univ (ukrainien: Свято-Успенська Унівська Лавра Студійського уставу) est un monastère, qui suit la règle Studite, établi à Univ, à proximité de Lviv. C'est la seule laure de l'Église grecque-catholique ukrainienne.

## Historique
Le monastère orthodoxe d'origine a été fondée vers 1400 par Théodore, fils de Liubartas. Une partie des murs du XVe siècle subsistent.  L'édifice actuel a été construit après un raid Tatar en 1548 et ressemble à une petite forteresse. L'abbaye est entourée d'un haut rempart et un fossé profond. Un clocher à deux étages des années 1630 se trouve à proximité. L'église principale est dédiée à l'Assomption de Marie. 
Au XVIIIe siècle Univ abrite une imprimerie. Le monastère, qui suivait la règle de saint Basile, est fermé en 1790, lors de l'occupation autrichienne de la Galicie. Le métropolite Mihail Lewicki (1816-1858) y établit sa résidence pour éviter la ruine des bâtiments. Le fossé est comblé et certaines parties de la muraille médiévale sont démolis. Le palais d'été Levitsky date des années 1820. 
La laure a été rétablie en 1904 suivant la règle de Théodore le Studite par le métropolite Andrey Sheptytsky (1900-1944).
In 1926, Klymentiy Sheptytsky, jeune frère du métropolite Andrey Sheptytsky (1900-1944), est nommé higoumène de la laure de Univ. En 1939, en vertu du Pacte germano-soviétique, l’Union soviétique occupe la région.
Lors de l'avancée allemande de 1942-1943, la laure sert de refuge pour des juifs ukrainiens.
Avec la reconquête soviétique en 1944, les autorités lancent une action coordonnée pour supprimer l'Église grecque-catholique et la rattacher au Patriarcat de Moscou. Le nouveau métropolite Josyf Slipyj, nomme Klymentiy archimandrite de l'Ordre Studite qui est interdit. La laure est transformée en prison pour le clergé grec-catholique réfractaire. L'archimandrite est arrêté en juin 1947.
La laure ne sera rouverte qu'en 1990, après la proclamation de l'indépendance de l'Ukraine.
La laure est l'un des plus grands centres de pèlerinage en Ukraine occidentale.